# Edyta Kościańska
Edyta Kościańska – polska biolog, pracownik naukowy Instytutu Chemii Bioorganicznej PAN, gdzie pracuje w Zakładzie Biologii Integratywnej. Specjalizuje się w biochemii i biologii molekularnej.

## Życiorys
W 1999 r. ukończyła biologię molekularną na Uniwersytecie im. Adama Mickiewicza w Poznaniu. Na Wydziale Biologii UAM w 2005 r. obroniła swoją rozprawę doktorską pt. Charakterystyka procesu potranskrypcyjnego wyciszania ekspresji genów reporterowych GFP i GUS u roślin, wykonaną pod kierunkiem prof. Jana Sadowskiego. Na tym samym wydziale w 2017 r. uzyskała stopień doktora habilitowanego, na podstawie pracy pt. Biogeneza i funkcja mikroRNA w dziedzicznych chorobach neurologicznych.